# Sydfalster Kommune
| Strukturdaten       | Strukturdaten        |
| ------------------- | -------------------- |
| Sitz der Verwaltung | Væggerløse           |
| Fläche              | 113,31 km²           |
| Einwohner           | 6.922 (2006)         |
| Kommune seit 2007   | Guldborgsund Kommune |

Sydfalster Kommune war bis Dezember 2006 eine dänische Kommune im damaligen Storstrøms Amt. Seit Januar 2007 wurde sie mit den Gemeinden Nykøbing Falster, Nysted, Nørre Alslev, Sakskøbing und Stubbekøbing zur Guldborgsund Kommune zusammengeschlossen. Neben dem Verwaltungssitz Væggerløse gehörten die Orte Gedser, Marielyst und Idestrup zur Gemeinde.